# 佐渡岳利
佐渡 岳利（さど たけとし）は、日本のテレビ番組制作者、ドキュメンタリー映画監督・プロデューサー。

## 略歴
1990年、NHKに入局。音楽を中心にエンターテインメント番組を手掛ける。NHKエンタープライズ・エグゼクティブプロデューサー。

## 担当した主なテレビ番組
- 紅白歌合戦
- MUSIC JAPAN
- スコラ 坂本龍一 音楽の学校
- 岩井俊二のMOVIEラボ
- Eダンスアカデミー
- 細野晴臣 イエローマジックショー
- 細野晴臣 イエローマジックショー2
- 細野晴臣 イエローマジックショー3
- 沼にハマってきいてみた
- 花は咲く 2021

## 劇場映画
- GO!　2001年  音楽プロデューサー
- WE ARE Perfume -WORLD TOUR 3rd DOCUMENT 2015年 監督
- Born in the EXILE 〜三代目J Soul Brothersの奇跡〜 2016年 プロデューサー
- 存在する理由 DOCUMENTARY of AKB48 2016年 プロデューサー
- いつのまにか、ここにいる Documentary of 乃木坂46 2019年 プロデューサー
- NO SMOKING 2019年 監督
- Reframe THEATER EXPERIENCE with you 2020年 監督
- SAYONARA AMERICA 2021年 監督